# Marco Cozzi

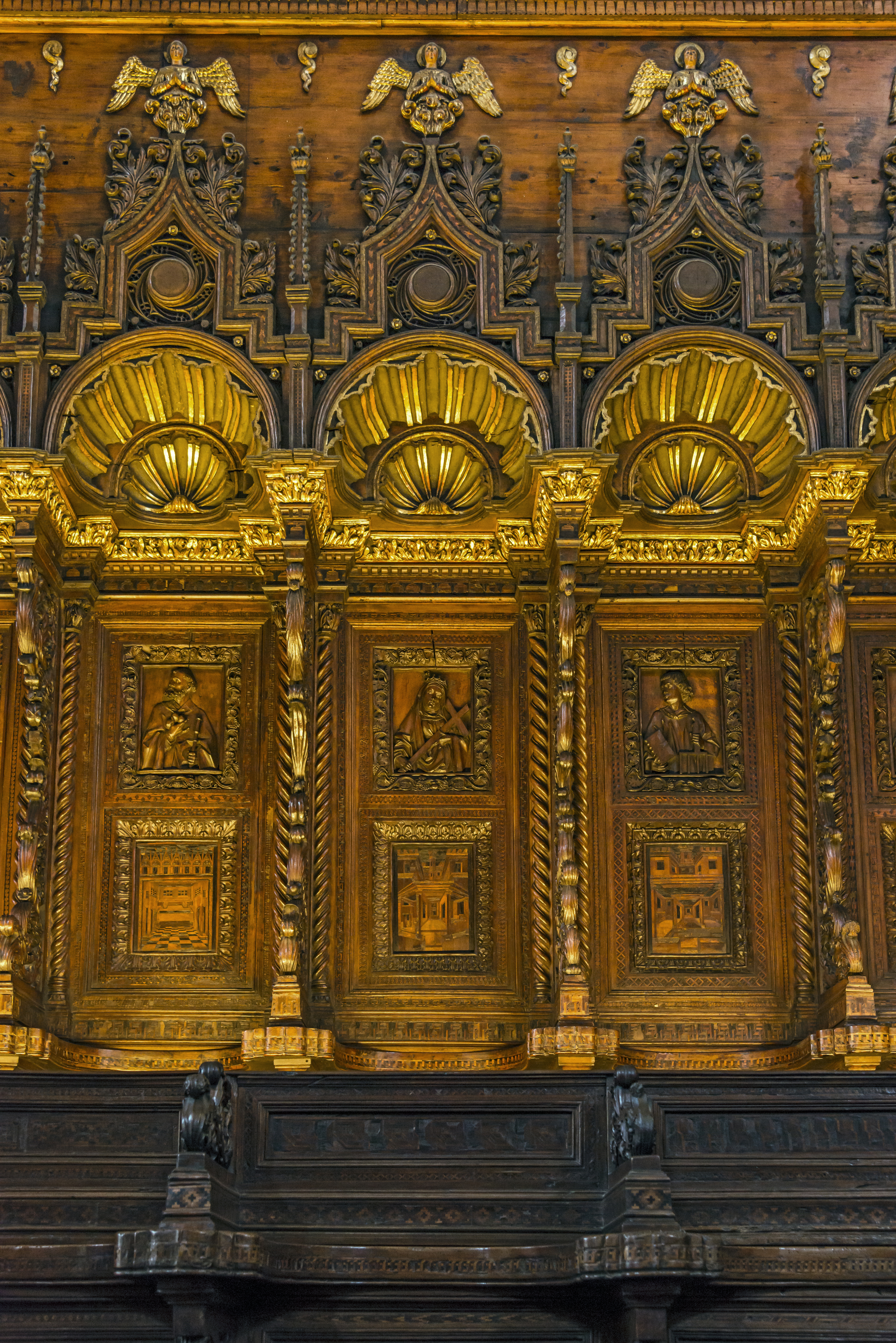
Del av det snidade koret i Frarikyrkan i Venedig, Marco Cozzi, 1468.

Marco Cozzi, död 1485, var en träsnidare verksam i Venedig under renässansen. 
Cozzi kom från en familj från Vicenza, där träsnidaryrket var tradition och bland annat Cozzis bror Francesco och hans son Giovanni finns omnämnda från den tiden. Bröderna Marco och Francesco snidade koret i kyrkan San Zaccaria i Venedig 1460-1464 och Marco utförde ensam det vackra korskranket i Frarikyrkan, färdigt 1468. Tillsammans med sin son Giovanni snidade Cozzi koret i Spilimbergodomen.